# Модель верхней атмосферы Земли
«Модель верхней атмосферы Земли» (англ. Upper Atmosphere Model, UAM) — глобальная математическая модель верхней атмосферы Земли (мезосферы, термосферы, ионосферы, плазмосферы и внутренней магнитосферы).
Модель вычисляет физические параметры верхней атмосферы путём численного интегрирования уравнений, формулирующих основные физические законы для околоземной среды; рассчитывает вариации глобальных распределений параметров верхней атмосферы Земли на высотах от 60 до 100 000 км в зависимости от гелио-геофизических условий (времени суток, сезона, уровней солнечной и магнитной активности и т. п.).

## Математические вычисления

### Рассчитываемые параметры
Модель  рассчитывает следующие параметры верхней атмосферы Земли:
- Концентрации основных нейтральных (O, O2, N2, H) и заряженных (O2+, NO+, O+, H+, электроны) компонент верхней атмосферы Земли;
- Температуру нейтрального газа, ионов и электронов;
- Компоненты векторов скоростей нейтральных и заряженных частиц;
- Потенциал и компоненты вектора электрического поля.

### Метод расчета параметров
В программе используется несколько способов  вычислений:
- В базовом варианте расчеты проводятся путём численного интегрирования квазигидродинамических уравнений, описывающих динамику верхней атмосферы Земли;
- С использованием ряда эмпирических моделей параметров термосферы, ионосферы и электрических полей или в различных комбинациях теоретических и эмпирических моделей;
- Путём численного интегрирования нестационарных трехмерных уравнений непрерывности, движения и теплового баланса для нейтрального, ионного и электронного газов совместно с уравнением для потенциала электрического поля;
- Методы конечных разностей численного интегрирования моделирующих уравнений.

## Преимущества
Модель описывает верхнюю атмосферу Земли как единую систему. Основное отличие этой глобальной модели от других состоит в том, что она рассчитывает совместно не только ветры, ионные скорости, плотности и температуры термосферы и ионосферы, но также параметры плазмосферы, высокоширотной внешней ионосферы, внутренней магнитосферы и электрические поля как магнитосферного, так и термосферного (динамо) происхождения.
Модель использует переменные шаги интегрирования по координатам и времени, позволяя варьировать пространственные и временные разрешения.

## Применение
- Исследования физических процессов в околоземном космическом пространстве.
- Интерпретация геофизических наблюдений.
- Задачи телерадиокоммуникации и навигации, включающие задачи расчета задержек прохождения сигналов спутников связи и GPS-сигналов.
- Задачи учёта влияния космической погоды на функционирование космических аппаратов и систем, включающие задачи расчета и коррекции орбит спутников, а также длинных линий энергопередачи.